# سمك رنجة مدخن

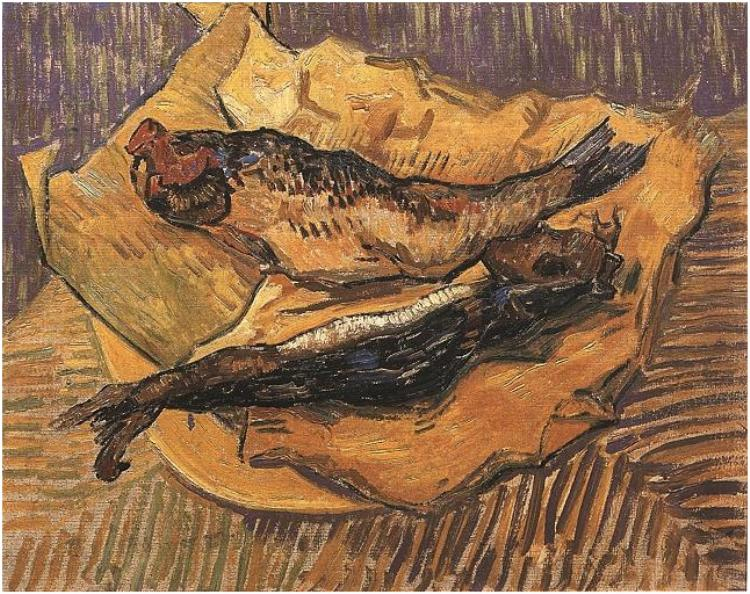
Bloaters on yellow paper 1889 "sl "سمك رنجة مدخن على ورق أصفر" بواسطة فان جوخ

البلوتر نوع من أنواع سمك الرنجة المدخن بالكامل على البارد. يُملح البلوتر ويُدخن قليلاً دون تفريغه، مما يعطيه نكهة مميزة تشبه طعم اللحم البري قليلاً. ويرتبط بشكل خاص بمدينة غريت يارموث في إنجلترا. كان هذا النوع من الطعام شائعًا في القرن التاسع عشر وأوائل القرن العشرين، لكنه الآن يوصف بأنه نادر. يُطلق على البلوتر أحيانًا اسم "يارموث بلوتر"، على الرغم من أن إنتاجه في يارموث يبدو أنه قد توقف الآن مع إغلاق مصنع الأسماك المدخنة في المدينة عام 2018. كما يشار إلى البلوتر أحيانًا مازحًا باسم "يارموث المقطوش" أو "ستيك العيونين" أو "بيلينجسجيت التدرج" (على اسم سوق سمك بيلينجيت في لندن).
سمك الرنجة المدخن يختلف عن السمك المدخن في أنه يملح السمكة كاملة، بينما السمك المدخن فإنه يكون مدخن جزأي، بالإضافة إلى أن سمك الرنجة المدخن مرتبط بإنجلترا، بينما يرتبط السمك المدخن بإسكتلندا وجزيرة مان برنجة مانكس. سمك الرنجة المدخن يكون اقل ملوحة ومدخن لفترة قصيرة، بينما سمك الرنجة يملح قليلاً ويدخن طوال الليل"؛ ويشار إلى كلا الطبقين باسم الرنجة الحمراء. وفقًا لجورج أورويل في كتابه "الطريق إلى رصيف ويغان"، "يقال إن الإمبراطور تشارلز الخامس أقام تمثالًا لمخترع البلوتر".

## التسمية
من المحتمل أن يرتبط اسم "بلوتر" بالمظهر المنتفخ أو "المنفوخ" الذي يتخذه السمك أثناء التحضير، في حين تعزو إحدى المصادر على الأقل ذلك إلى الكلمة السويدية "blöta"، والتي تعني ترطيب أو نقع أو تشريب بالسائل (كما هو الحال في النقع في محلول ملحي).

## البلوتر والباكلينج والقنيبر
كل الثلاثة أنواع من الرنجة المدخنة. البلوتر مدخن بالكامل على البارد؛ الباكلينج مدخن بالكامل على الساخن؛ القنيبر مقسم، مفروغ منه ثم مدخن بالبارد.